# فان یه (ژیمناست)
فان یه (ژیمناست) (به انگلیسی: Fan Ye (gymnast)) ژیمناست زادهٔ ۲۳ اکتبر ۱۹۸۶ میلادی اهل کشور چین است.